# Historyczne placówki dyplomatyczne i konsularne Polski
Historyczne placówki dyplomatyczne i konsularne Polski – zestawienie byłych placówek dyplomatycznych i konsulatów zawodowych II Rzeczypospolitej, Polskiej Rzeczypospolitej Ludowej i III Rzeczypospolitej.

## Ambasady i placówki w rolach ambasad
- Afganistan – Ambasada RP w Kabulu (zlikwidowana w 2014)[1]
- Bangladesz – Ambasada RP w Dhace (istniała 1972–2005)
- Birma – Ambasada PRL w Rangunie (zlikwidowana w 1981)[2]
- Boliwia – Ambasada PRL w La Paz (istniała 1970–1981)[2][3]
- Botswana – Ambasada RP w Gaborone (istniała 1989–1991)[2]
- Chiny – Poselstwo RP w Nankinie (istniała 1929–1945, w 1937 przeniesiona czasowo do Chongqingu)[4]
- Demokratyczna Republika Konga – Ambasada RP w Kinszasie (zlikwidowana w 2008)[1]
- Ekwador – Ambasada RP w Quito (istniała 1970–1993)[3]
- Ghana – Ambasada RP w Akrze (zlikwidowana w 1993)
- Gwinea – Ambasada PRL w Konakry(inne języki) (istniała od co najmniej lat 60. XX wieku do 1981)[5][2]
- Haiti – Poselstwo PRL w Port au Prince (utworzone w 1962[3], zlikwidowane w 1981)[2]
- Jemen – Ambasada RP w Sanie (istniała 1990–2008)[1][2]
- Kambodża – Ambasada RP w Phnom Penh (zlikwidowana w 2008)[1]
- Kamerun – Ambasada PRL w Jaunde (zlikwidowana w 1981)[2]
- Kostaryka – Ambasada RP w San José (istniała 1990–2008)[1][2]
- Laos – Ambasada RP w Wientianie (zlikwidowana w 2008)[1]
- Liga Narodów – Stała Delegatura RP przy Lidze Narodów w Genewie (istniała 1919–1945)[6]
- Mozambik – Ambasada RP w Maputo (istniała 1978–1990)[2]
- Nepal – Ambasada PRL w Katmandu (istniała do 1981)[2]
- Nikaragua – Ambasada RP w Managui (istniała 1980–1992)[2][3]
- Palestyna – Delegatura Rządu RP w Jerozolimie (istniała 1946–1948)[4]
- Niemcy – Polska Misja Wojskowa w Niemczech (istniała 1945–1990)
- Turkmenistan – Ambasada RP w Aszchabadzie (zlikwidowana w 2012)[1]
- UNESCO – Stałe Przedstawicielstwo RP przy UNESCO w Paryżu (istniało 2009–2013)[1]
- Urugwaj – Ambasada RP w Montevideo (zlikwidowana w 2008)[1]
- Wolne Miasto Gdańsk – Komisariat Generalny Rzeczypospolitej Polskiej w Wolnym Mieście Gdańsku (istniał 1920–1939)
- Wybrzeże Kości Słoniowej – Ambasada RP w Abidżanie (istniała 1974–2003)[2]
- Zimbabwe – Ambasada RP w Harare (istniała 1985–2008)[1][2]

## Urzędy konsularne
- Austria
  - Konsulat PRL w Innsbrucku (istniał 1969–19??)[2]
- Belgia
  - Konsulat RP w Antwerpii (istniał przed II wojną światową; zlikwidowany w 2000)[7][2]
  - Agencja Konsularna w Liège (do 1963)[2]
- Brazylia
  - Konsulat RP w Porto Alegre (istniał przed II wojną światową oraz od 1960 do?)[8][2]
  - Konsulat Generalny RP w Rio de Janeiro (istniał 1971–2008)[1][2]
  - Konsulat Generalny RP w São Paulo (istniał jeszcze przed II wojną światową oraz do 2014)[1][2]
- Bułgaria
  - Konsulat Generalny RP w Warnie (istniał 1971–1981, 1984–2008)[1][2]
- Chiny
  - Konsulat RP w Harbinie (istniał 1920–1941, w Chinach do 1932)
  - Konsulat Generalny RP w Chengdu (istniał 2015–2025)
- Czechosłowacja
  - Agencja Konsularna RP w Boguminie (1920–1921)
  - Konsulat RP w Chuszcie (istniał 1938–1939)
  - Konsulat RP w Koszycach (istniał 1918, 1922–1931)
  - Konsulat RP w Użhorodzie (istniał 1928–1938)
- Francja
  - Agencja Konsularna RP w Agen (1939)
  - Konsulat Generalny RP w Strasburgu (1920–1939, 1969–1981, 2008)[1][2]
  - Konsulat Generalny RP w Lille (1922–1940, 1944–2013)[7][1]
  - Agencja Konsularna RP w Limoges (1939)
  - Konsulat Generalny RP w Marsylii (1921–1939)[9]
  - Konsulat PRL w Nancy (do 1963)[2]
  - Agencja Konsularna PRL w Metz (istniała po II wojnie światowej)[4]
  - Agencja Konsularna RP w Perigueux (1939)
  - Agencja Konsularna w St. Etienne (istniała po II wojnie światowej)[4]
  - Konsulat RP w Tuluzie (1930–1939, do 1963)[2]
- Holandia
  - Agencja Konsularna w Heerlen (istniała po II wojnie światowej)[4]
  - Konsulat RP w Rotterdamie (istniał przed II wojną światową)[10]
- Indie
  - Konsulat Generalny RP w Kalkucie (istniał 1960–1993)[2]
- Iran
  - Konsulat RP w Tebrizie (istniał przed II wojną światową)[7]
- Kanada
  - Konsulat RP w Winnipeg (istniał od 1920[11] do co najmniej 1940)
- Libia
  - Konsulat Generalny RP w Benghazi (istniał 1975[2]–2006[12])
- Litwa
  - Konsulat RP w Kłajpedzie (istniał 1920–1923, 1939)
- Łotwa
  - Konsulat RP w Dyneburgu (istniał 1920–1939)
  - Konsulat RP w Lipawie (istniał 1919–1931)
- Mandżukuo
  - Konsulat RP w Harbinie (istniał 1920–1941, w Mandżukuo od 1932)
- Maroko
  - Konsulat Generalny RP w Casablance (zlikwidowany w 2008)[1]
- Niemcy
  - Wydział Konsularny PRL w Baden-Baden (istniał po II wojnie światowej)[4]
  - Konsulat RP w Bytomiu (istniał 1922–1931)
  - Konsulat RP w Düsseldorfie (istniał 1936–1939)
  - Wicekonsulat RP w Elblągu (istniała 1922–1923)
  - Konsulat RP w Ełku (istniał 1922–1939)
  - Konsulat RP w Essen (istniał 1920–1936)
  - Konsulat Generalny RP we Frankfurcie nad Menem (istniał 1928–1939, 1948)
  - Konsulat RP w Kwidzynie (istniał 1920–1939)
  - Konsulat RP w Lipsku (istniał 1926–1939, 1972–2008)[1]
  - Konsulat RP w Olsztynie (istniał 1920–1939)
  - Konsulat RP w Opolu (istniał 1920–1922, 1931–1939)
  - Konsulat RP w Pile (istniał 1922–1939)
  - Konsulat PRL w Rastatt (istniał po II wojnie światowej)[4]
  - Konsulat PRL w Rostocku (istniał 1971–1981, 1984–1992)
  - Konsulat RP w Szczecinie (istniał 1925–1939)
  - Konsulat RP we Wrocławiu (istniał 1920–1939)
- Nigeria
  - Konsulat PRL w Kano (istniał 1979–1988)[2]
  - Konsulat Generalny RP w Lagos (zlikwidowany w 2008)[1]
- Pakistan
  - Konsulat Generalny RP w Karaczi (istniał 1968–2008)[1][2]
- Rosja/ZSRS
  - Delegatura Ambasady RP w Akmolińsku (istniała 1942)
  - Delegatura Ambasady RP w Ałdanie (istniała 1941–1942)
  - Delegatura Ambasady RP w Ałma-Acie (istniała 1941–1942)
  - Delegatura Ambasady RP w Archangielsku (istniała 1941–1942)
  - Delegatura Ambasady RP w Aszchabadzie (istniała 1942)
  - Delegatura Ambasady RP w Barnaule (istniała 1941–1942)
  - Delegatura Ambasady RP w Czelabińsku (istniała 1942)
  - Delegatura Ambasady RP w Czkałowie (istniała 1941–1942)
  - Delegatura Ambasady RP w Czimkencie (istniała 1942)
  - Delegatura Ambasady RP w Dżambule (istniała 1942)
  - Delegatura Ambasady RP w Kirowie (istniała 1942)
  - Delegatura Ambasady RP w Krasnojarsku (istniała 1942)
  - Delegatura Ambasady RP w Kustanaju (istniała 1942)
  - Delegatura Ambasady RP w Pawłodarze (istniała 1941–1942)
  - Delegatura Ambasady RP w Pietropawłowsku (istniała 1941–1942)
  - Delegatura Ambasady RP w Samarkandzie (istniała 1942)
  - Konsulat Generalny RP w Sankt Petersburgu (istniał 1926–1939 i 1972–2025, Ekspozytura Przedstawicielstwa Rady Regencyjnej Królestwa Polskiego w Moskwie 1918)[13]
  - Delegatura Ambasady RP w Saratowie (istniała 1942)
  - Delegatura Ambasady RP w Semipałatyńsku (istniała 1941–1942)
  - Agencja Konsularna RP w Smoleńsku (istniała 2011–2023)
  - Delegatura Ambasady RP w Syktywkarze (istniała 1941–1942)
  - Konsulat RP we Władywostoku (istniał 1920–1924, Delegatura Ambasady RP 1942)
- Rumunia
  - Konsulat RP w Czerniowcach (istniał 1919–1940)
  - Konsulat RP w Gałaczu (istniał przed II wojną światową)[7]
- Stany Zjednoczone
  - Konsulat RP w Buffalo (istniał 1920–1932)
  - Konsulat RP w Detroit (istniał 1921–1953)
  - Konsulat RP w Pittsburghu (istniał 1920–1949)
  - Konsulat RP w San Francisco (istniał 1919–1921, 1943–1945)
  - Wicekonsulat RP w St. Louis (istniał 1922–1924)
- Szwajcaria
  - Konsulat Generalny PRL w Zurichu (istniał 1975–1980)[2]
- Szwecja
  - Agencja Konsularna PRL w Göteborgu (istniała po II wojnie światowej)[4]
  - Konsulat Generalny RP w Malmö (istniał 1973–2013)[1][2]
- Ukraina
  - Konsulat Generalny RP w Sewastopolu (istniał 2009–2014)[1]
  - Konsulat Generalny RP w Doniecku (istniał 2012–2015)[1]
- Węgry
  - Konsulat RP w Ungvar (istniał 1938–1940)
- Wielka Brytania
  - Konsulat Generalny PRL w Glasgow (1946–1985)[4][14]
  - Agencja Konsularna PRL w Southampton (istniała po II wojnie światowej)[4]
- Wietnam
  - Konsulat Generalny RP w Ho Chi Minh (zlikwidowany w 2008)[1]
- Włochy
  - Konsulat Generalny RP w Katanii (istniał 2007–2009)[1]